# Ты там?
«Ты там?» (англ. R U There, Are You There?) — фильм режиссёра Давида Вербека, представленный на кинофестивале в Каннах в 2010 году.

## Сюжет
Профессиональный геймер, путешествующий по миру, участвуя в различных соревнованиях по киберспорту, влюбляется в прекрасную тайваньскую девушку. Она предлагает ему вступить в серьёзные отношения в Second Life.

## В ролях
- Кэ Хуаньжу (Huan-Ru Kе) — Минь Минь
- Стейн Комен (Stijn Koomen) — Йитзе